# Belprahon
Belprahon (Duits (verouderd): Tiefenbach) is een gemeente en plaats in het Zwitserse kanton Bern, en maakt deel uit van het district Jura bernois.
Belprahon telt 314 inwoners.